# انگشت‌های کارولین
«انگشت‌های کارولین» (به انگلیسی: Carolyn's Fingers) ترانه‌ای از گروهٔ موسیقی آلترناتیو راک و دریم پاپ اسکاتلندی کوکتو تویینز می‌باشد که در سال ۱۹۹۸ در ایالات متحده به‌عنوان یک تک‌آهنگ تبلیغاتی از آلبوم آن‌ها تحت عنوان نوک تپهٔ زنگوله آبی منتشر گردید. این قطعه از سوی ۴ای‌دی منتشر شده و نام هر سه عضو گروه – فریزر، گاتری و ریمونده – به‌عنوان ترانه‌پرداز و تهیه‌کنندهٔ در فهرست عوامل آمده است.